# Senaat-Rauschning/Greiser
De Senaat-Rauschning/Greiser regeerde in de vrije stad Danzig van 30 juni 1933 tot 1 september 1939. Hierna werd Danzig geannexeerd door nazi-Duitsland.